# Dalbergihromen
Dalbergihromen je neoflaven, tip neoflavonoidnog polifenolnog jedinjenja. Dalbergihromen se može ekstrahovati iz kore i srži drveta Dalbergia sissoo